# Bumba
Bumba – miasto w Demokratycznej Republice Konga, w prowincji Mongala. Przez miasto przepływa rzeka Kongo. Z Bumba można dostać się do stolicy kraju Kinszasy drogą rzeczną. Swój początek ma tutaj linia kolejowa do Isiro.